# Kościół św. Józefa Robotnika w Katowicach
Kościół świętego Józefa Robotnika w Katowicach-Józefowcu – rzymskokatolicki kościół parafialny parafii św. Józefa Robotnika położony w Katowicach, na terenie dzielnicy Wełnowiec-Józefowiec, u zbiegu ulic: Józefowskiej i prof. J. Mikusińskiego. Kościół został wybudowany w stylu neobarokowym w latach 1935–1939. Projektantem świątyni jest Jan Kapołka z Katowic.

## Historia

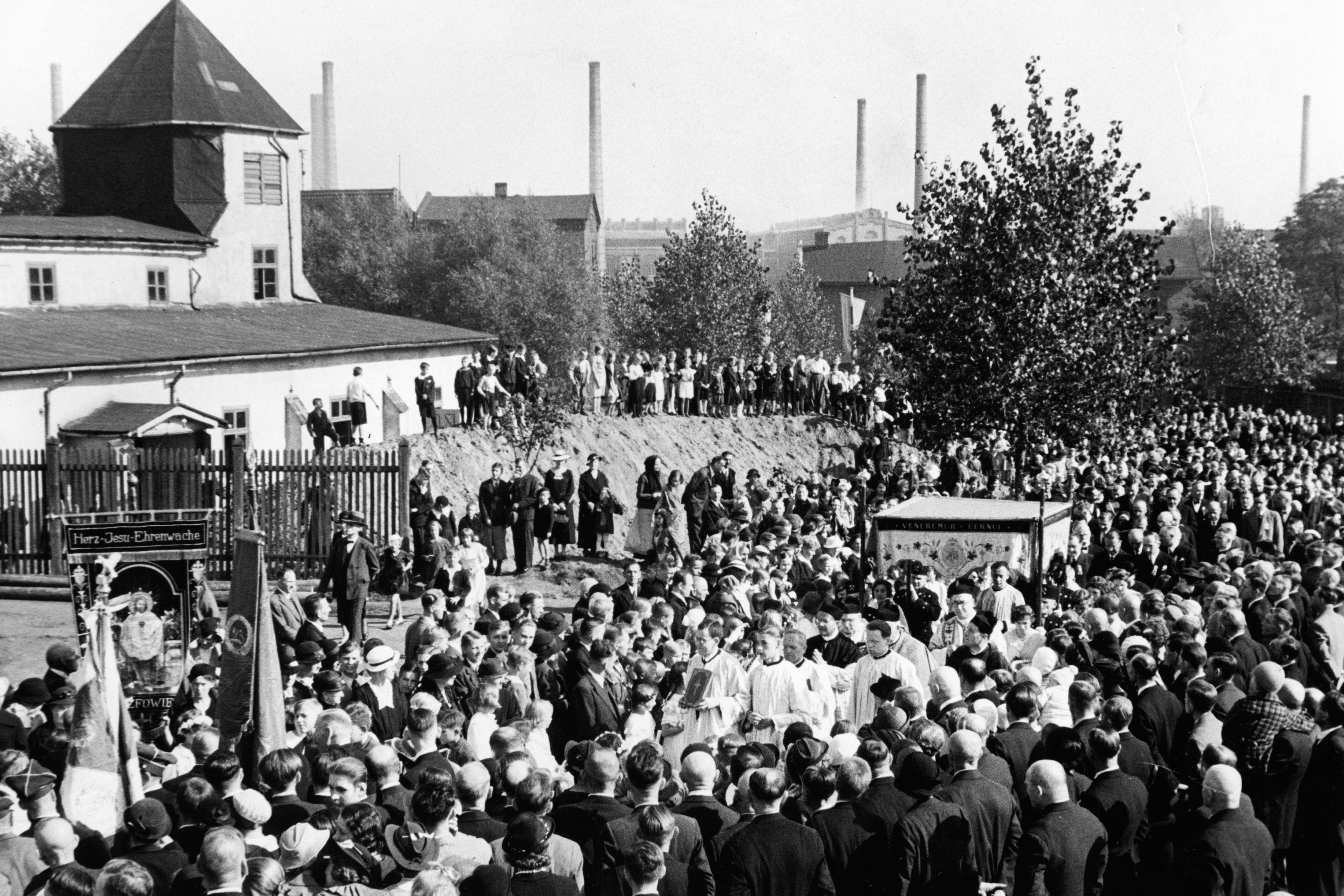
Uroczystość poświęcenia kamienia węgielnego pod kościół św. Józefa Robotnika w 1935 roku; po lewej fragment tymczasowego kościoła

Dążenia mieszkańców Józefowca o utworzenie własnej parafii rozpoczęto w 1895 roku i w 1919 roku doprowadziły do decyzji ówczesnego proboszcza parafii św. Jana i Pawła Męczenników w Dębie – ks. Oskara Schuberta – o postawieniu w Józefowcu tymczasowego kościoła. Drewniana świątynia została wybudowana na gruntach parafii starochowskiej. Powstała on w ciągu 138 dni na podstawie m.in. zgody bpa Adolfa Bertrama z kwietnia 1919 roku. Miała ona 32 m długości i 18 m szerokości. Świątynia posiadała trzy ołtarze: główny z wizerunkiem św. Józefa oraz figurami św. Barbary i św. Floriana oraz boczne. Posiadała ona też ławki, trzy konfesjonały, organy i fisharmonię, stacje drogi krzyżowej oraz chrzcielnicę.
W lipcu 1925 roku ks. Paweł Michatz powołał Towarzystwo Budowy Kościoła na Józefowcu celem zgromadzenia środków na budowę nowej świątyni i jej dalszego utrzymania. We wrześniu 1925 roku kurii został przedstawiony projekt nowej świątyni autorstwa Hansa Schlichta z Wrocławia. Nie uzyskał on jednak akceptacji.
Budowa nowej świątyni została rozpoczęta na wiosnę 1935 roku przez ks. proboszcza Pawła Michatza. Kamień węgielny – w murach nowego kościoła, wzniesionych aż do sklepienia został poświęcony przez ks. bpa Teofila Bromboszcza w dniu 6 października 1935 roku. Po czterech latach świątynia, budowana z przerwami z ofiar parafian, została poświęcona w dniu 12 listopada 1939 roku przez ks. prałata i kanonika Józefa Kubisa, dziekana katowickiego i proboszcza z załęskiej parafii. Ogólny koszt prac budowlanych wyniósł około 200 tysięcy złotych. Kościół został zbudowany w stylu baroku polskiego i został wyposażony w schron przeciwgazowy na 250 osób. Projekt budowlany został opracowany przez inżyniera architekta Jana Kapołkę z Katowic. Kierownikiem budowy był Karol Przybyła z Katowic.
W czasie posługi ks. Józefa Stokowego, w latach 1952–1954 i w roku 1964 przeprowadzono remont kościoła, a w latach 1958–1959 powstał parkan. 30 sierpnia 1964 roku odbyły się uroczystości 25-leica poświęcenia kościoła. Za czasów posługi ks. proboszcza Andrzeja Maślanki podjęto decyzję o gruntownym remoncie świątyni. 3 grudnia 1995 roku przedstawił on wiernym plan remontu. Renowację kontynuował następny proboszcz – ks. Zenon Drożdż. Remont został wówczas wsparty przez parafian i Urząd Miasta Katowice. W latach 1997–2011 przeprowadzano loterie fantowe, których zysk przeznaczono na cel remontowy. W latach 1998–1999 wybudowano sieć kanalizacji deszczowej, zainstalowano nowe oświetlenie wokół świątyni, wybrukowano plac przed świątynią i probostwem, wymieniono dach nad kaplicą Matki Bożej i nad nawami bocznymi oraz otynkowano i pomalowano wieżę kościoła. Na początku XXI wieku do kościoła zakupiono nowe ławki.

## Architektura i wyposażenie
Kościół znajduje się przy ulicy prof. J. Mikusińskiego 8. Został on wybudowany w stylu neobarokowym według projektu Jana Kapłoki z Katowic. Jest to obiekt żelbetowy, z żelazną konstrukcją dachową pokrytą dachówką. Hełmy wieży i sygnaturki są pokryte miedzianą blachą. Kościół powstał na planie krzyża łacińskiego. Nawa główna kościoła ma długość 34 m, a transept 23,5 m. Nawa i transept są jednakowej szerokości i wysokości – odpowiednio 11 i 13 m. Nad skrzyżowaniem nawy i transeptu znajduje się kopuła o wysokości 17,4 m. W północno-zachodniej części świątyni znajduje się zakrystia, obok niej salka z konfesjonałami, a nad nią obecna kaplica św. Maksymiliana Marii Kolbego. We wnętrzu znajduje się też chór wsparty na dwóch filarach, okolony balustradą z wykuszami.
Witraże w kościele są autorstwa prawdopodobnie Wojciecha Podlaszewskiego z Katowic-Ligoty. Przedstawiają one świętych oraz symbole sakramentów świętych. Ołtarz główny uległ kilku przemianom. Pierwsza zmiana nastąpiła po soborze watykańskim II. Przebudowano prezbiterium oraz usunięto witraż nad głównym ołtarzem, przedstawiający scenę ukrzyżowania Jezusa Chrystusa. Ołtarz zaś w latach 70. XX wieku pozbawiono ozdób. Później wstawiono do niego krzyż, lecz krzyż ten po czasie usunięto i wstawiono figurę z wizerunkiem św. Józefa. Organy kościelne znajdują się na chórze, a zostały zbudowane przez Kazimierza Żebrowskiego z Krakowa. Zakupiono je 19 września 1923 roku do tymczasowego kościoła, a później zostały one rozbudowane o dodatkowe głosy w manuale. Kościół posiada trzy dzwony: św. Józef, św. Florian i św. Barbara, poświęcone 7 lipca 1957 roku.